# ブロニー・ジェームズ
ブロニー・ジェームズ（Bronny James）ことレブロン・レイモン・ジェームズ・ジュニア（LeBron Raymone James Jr.,2004年10月6日 - ）はアメリカ合衆国・オハイオ州クリーブランド出身のプロバスケットボール選手。NBAのロサンゼルス・レイカーズに所属している。同じチームに所属しているレブロン・ジェームズは実父。

## 経歴

### 生い立ち
ブロニーは、2004年10月6日にオハイオ州アクロンにあるセント・ビンセント＝セント・メアリー高等学校に在籍していた当時19歳のレブロン・ジェームズと、在籍中に交際していた現在の妻であるサバンナ・ブリンソンの長男として生まれた。ブロニーは双方の両親によって育てられた。父親のレブロンはNBAにおいて4回のNBAチャンピオン、4回のシーズンMVPなど様々なタイトルを獲得しておりNBAの歴史において偉大な選手の1人として世界中に知られている。

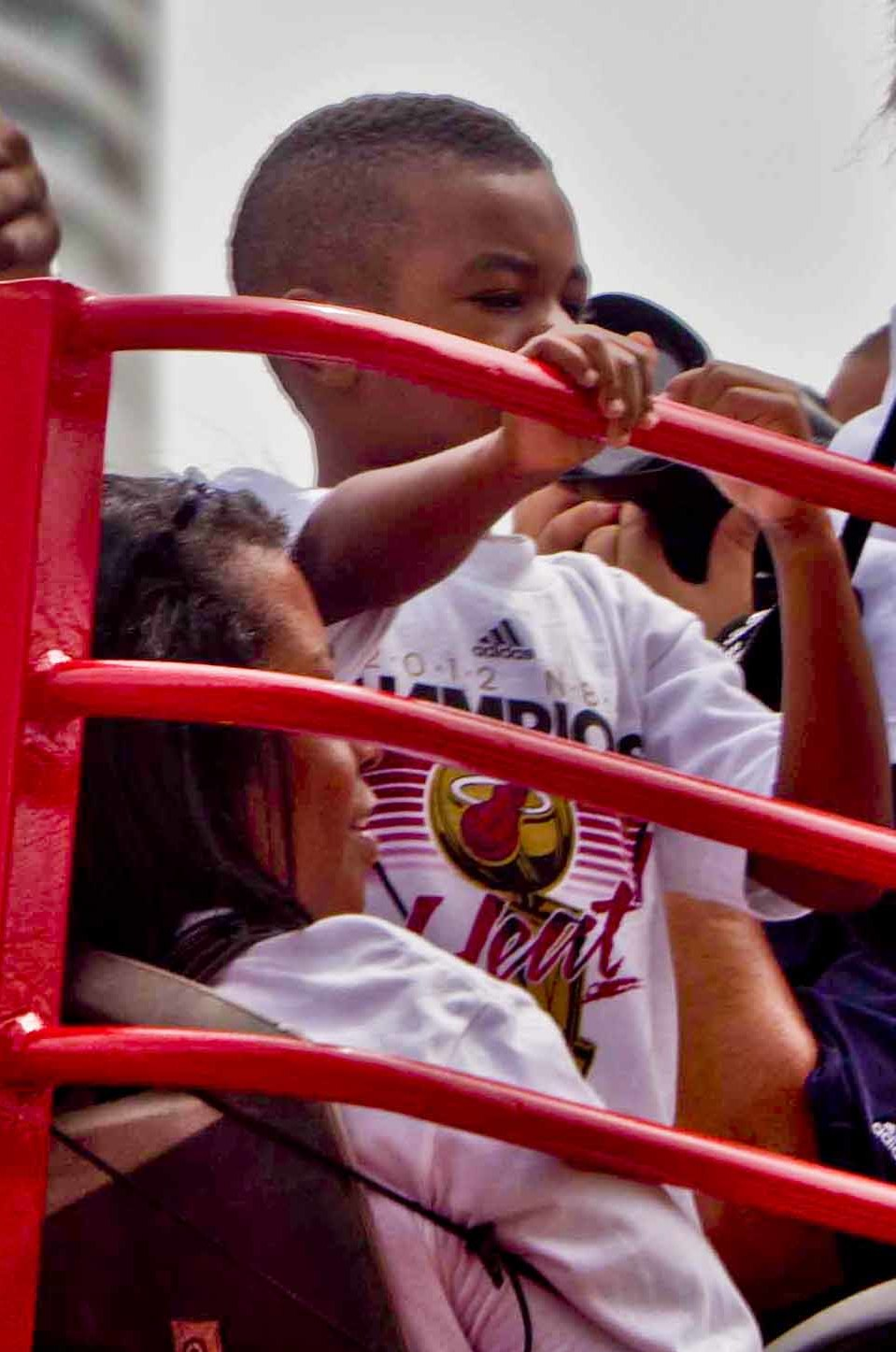
2012年、父親がNBAチャンピオンを獲得した後のマイアミ・ヒートのチャンピオンシップパレードでのブロニー

幼少期からバスケットボールやサッカーなどのいくつかのスポーツをしていたが、父親のレブロンは安全上の懸念からアメリカンフットボールやアイスホッケーをすることを許可していなかった。。2014年までに、全国の優秀な選手が掲載されているハイライトの動画に登場し注目を浴びるようになった。2018年2月にオハイオ州サミット郡にあるオールド・トレイルスクールに通い、学校の独立リーグで優勝した。

### ハイスクール

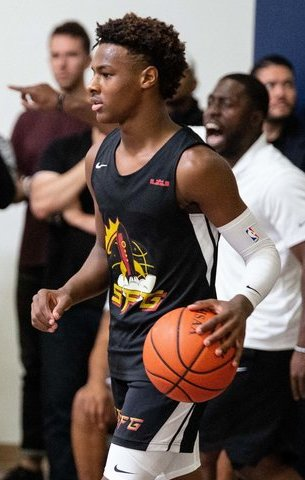
2019年のブロニー

2019年5月29日に父レブロンのヒート時代の盟友ドウェイン・ウェイドの息子であるザイアと共にカリフォルニア州ロサンゼルスにあるK-12に属するシエラキャニオン・スクールへ転校した。シーズン開幕戦で、1Qの残り3分を切った所でベンチから出場しデビューを果たす。2Q残り7分10秒にはワイドオープンの3PTを決め初得点を記録した。試合の合計は10得点を記録した。

### カレッジ
2023年5月10日に、ブロニーがUSCに進学する予定であることがUSCアスレチック部門の公式サイトにて発表された。
同年6月22日、父レブロンがヒート時代に使用していた背番号「6」を着用する予定であることも分かった。大学在学中には心臓発作を経験している。
| 氏名 | 出身                                                                                | 高校 / 大学                 | 身長               | 体重           | コミット日 |
| --- | ----------------------------------------------------------------------------------- | --------------------------- | ------------------ | -------------- | ---------- |
| ブロニー・ジェームズ PG | ロサンゼルス                                                                        | シエラ・キャニオン高校 (CA) | 6 ft 2 in (1.88 m) | 175 lb (79 kg) | —          |
| ブロニー・ジェームズ PG | リクルート スターレーティング: Scout: N/A Rivals: 247Sports: ESPN: ESPNグレード: 85 |                             |                    |                |            |
| 全リクルート順位: Rivals: 34 247Sports: 27 ESPN: 49 |                                                                                     |                             |                    |                |            |
| - 注意: 多くの場合、Scout、Rivals、247Sports、ESPNの間で身長、体重が一致しない可能性がある。 - これらの場合、平均をとっている。ESPNグレードは100ポイントスケールに基づいている。 出典: - “2023 Team Ranking”. Rivals.com. 2021年1月20日閲覧。 |                                                                                     |                             |                    |                |            |

### NBA

#### ロサンゼルス・レイカーズ
2024年のNBAドラフトにて2巡目全体55位で父・レブロンが所属するロサンゼルス・レイカーズから指名され、7月3日にレイカーズとの契約に合意した。ドラフト全体55位では異例となる4年契約が締結されたが、一部で「父・レブロンのコネによる身分保障ではないか?」という趣旨の指摘もある。7月6日のサクラメント・キングス戦でサマーリーグデビューを果たして4得点、2リバウンド、2アシスト、1スティールを記録したが、チームは94-108で敗れた。
2024-25シーズン、10月22日の開幕戦となるミネソタ・ティンバーウルブズ戦の第2クォーター途中、父・レブロンと共にコートに入り、親子で同時にプレーしたNBA史上初の事例となった。同月30日のクリーブランド・キャバリアーズ戦で、レギュラーシーズン初得点となる2得点を含む2アシスト、1スティールを記録したが、チームは110-134で敗れた。
11月7日にNBAGリーグのサウスベイ・レイカーズにアサインされた。12月12日のバレー・サンズ戦でゲームハイとなる30得点を記録したが、チームは100-106で敗れた。
2025年1月24日のリップシティ・リミックス戦でGリーグキャリアハイとなる31得点を記録し、チームは122-110で勝利した。同月30日のワシントン・ウィザーズ戦で5得点、2リバウンド、2アシスト、1スティールを記録し、チームは134-96で勝利した。3月20日のミルウォーキー・バックス戦でNBA初の二桁得点となる17得点、3リバウンド、5アシスト、1ブロックを記録したが、チームは89-118で敗れた。
2025年3月下旬時点でのバスケットボールメディアの評価としては「Gリーグの選手としては、（レブロンの2世選手ではなく）選手単体で見れば及第点以上」というものである。

## 個人成績

### NBA

#### レギュラーシーズン
| シーズン | チーム | GP | GS | MPG | FG%  | 3P%  | FT%  | RPG | APG | SPG | BPG | PPG |
| -------- | ------ | -- | -- | --- | ---- | ---- | ---- | --- | --- | --- | --- | --- |
| 2024–25  | LAL    | 27 | 1  | 6.7 | .313 | .281 | .786 | .7  | .8  | .3  | .1  | 2.3 |
| 通算     | 通算   | 27 | 1  | 6.7 | .313 | .281 | .786 | .7  | .8  | .3  | .1  | 2.3 |

#### プレーオフ
| シーズン | チーム | GP | GS | MPG | FG%  | 3P%  | FT% | RPG | APG | SPG | BPG | PPG |
| -------- | ------ | -- | -- | --- | ---- | ---- | --- | --- | --- | --- | --- | --- |
| 2025     | LAL    | 2  | 0  | 1.8 | .000 | .000 | --- | .0  | .0  | .0  | .0  | .0  |
| 通算     | 通算   | 2  | 0  | 1.8 | .000 | .000 | --- | .0  | .0  | .0  | .0  | .0  |

### カレッジ
| シーズン | チーム | GP | GS | MPG  | FG%  | 3P%  | FT%  | RPG | APG | SPG | BPG | PPG |
| -------- | ------ | -- | -- | ---- | ---- | ---- | ---- | --- | --- | --- | --- | --- |
| 2023–24  | USC    | 25 | 6  | 19.3 | .366 | .267 | .676 | 2.8 | 2.1 | .8  | .2  | 4.8 |

## 私生活
ブロニーには2007年に生まれた弟のブライスと2014年に生まれた妹のズリがいる。後見人はNBAオールスターゲームに11回選出されており、レブロンの親友でもあるクリス・ポール。
憧れのNBA選手はラッセル・ウェストブルックであり、その影響から背番号0番を着用していた。8年生に入ると父レブロンの数々の功績、名誉に称え23番のジャージに切り替えた。